# Teresa Abelleira
Teresa Abelleira Dueñas (Pontevedra, 9 gennaio 2000) è una calciatrice ed ex giocatrice di calcio a 5 spagnola, centrocampista del Real Madrid e della nazionale spagnola.

## Carriera

### Club
Abelleira ha iniziato a giocare a calcio da bambina con il padre Milo, allenatore, e il fratello., affiancando il classico calcio a 11 al calcio a 5 negli anni della pubertà e conquistando il titolo di campionessa di Spagna della categoria a 16 anni con il Poio Pescamar.
Dopo aver indossato la maglia del CD Lérez, club della natia Pontevedra, nel 2016, con il recupero della sezione femminile del club, Abelleira si è unita al Deportivo La Coruña, squadra iscritta alla Segunda División, l'allora divisione cadetta del campionato spagnolo femminile di calcio. Con la firma del contratto il 6 agosto 2016, insieme alla compagna di squadra Raquel Béjar, è diventata la prima calciatrice professionista della Galizia, facendo il suo esordio con la muova maglia il 4 settembre di quello stesso anno, in un pareggio con l'Oviedo Moderno.
Dopo aver conquistato il primo posto nel gruppo 1 di Segunda División 2018-2019, il Deportivo Abanca è stato promosso in Primera División. Alla guida del tecnico della promozione Manuel Sánchez, Abelleira ha debuttato nella Liga Iberdrola l'8 settembre 2019, alla 1ª giornata di campionato, scendendo in campo da titolare nella vittoria casalinga per 3-1 con l'Espanyol. Nel corso della stagione si mette in luce, venendo nominata MVP della partita della 7ª giornata, nella vittoria casalinga per 3-1 con il Tacón. In quella prima stagione di Primera División la sua squadra si rivela molto competitiva, mantenendo la parte alta della classifica fino alla sospensione del campionato a causa delle restrizioni dovute al contenimento della pandemia di COVID-19.
Con la ripresa del campionato, nella successiva estate viene annunciato il suo trasferimento al Real Madrid.

### Nazionale
Nel 2023 viene convocata per il vittorioso mondiale disputato in Australia e Nuova Zelanda, manifestazione in cui scende in campo da titolare anche nella finale, vinta 1-0 sull'Inghilterra.

## Statistiche

### Presenze e reti nei club
Statistiche aggiornate al 27 giugno 2025.
| Stagione                   | Squadra                    | Campionato                 | Campionato | Campionato | Coppe nazionali | Coppe nazionali | Coppe nazionali | Coppe continentali | Coppe continentali | Coppe continentali | Altre coppe | Altre coppe | Altre coppe | Totale | Totale |
| Stagione                   | Squadra                    | Comp                       | Pres       | Reti       | Comp            | Pres            | Reti            | Comp               | Pres               | Reti               | Comp        | Pres        | Reti        | Pres   | Reti   |
| -------------------------- | -------------------------- | -------------------------- | ---------- | ---------- | --------------- | --------------- | --------------- | ------------------ | ------------------ | ------------------ | ----------- | ----------- | ----------- | ------ | ------ |
| 2016-2017                  | Deportivo La Coruña        | SD                         | 0          | 15         | CR              | ?               | ?               |                    | -                  | -                  |             | -           | -           | 0+     | 15+    |
| 2017-2018                  | Deportivo La Coruña        | SD                         | 25+        | 7          | CR              | ?               | ?               |                    | -                  | -                  |             | -           | -           | 25+    | 7+     |
| 2018-2019                  | Deportivo La Coruña        | SD                         | 27         | 10         | CR              | 7               | 1               |                    | -                  | -                  |             | -           | -           | 34     | 11     |
| 2019-2020                  | Deportivo La Coruña        | PD                         | 20         | 2          | CR              | 2               | 1               |                    | -                  | -                  |             | -           | -           | 22     | 3      |
| Totale Deportivo La Coruna | Totale Deportivo La Coruna | Totale Deportivo La Coruna | 72+        | 34+        |                 | 9+              | 2+              |                    | -                  | -                  |             | -           | -           | 81+    | 36+    |
| 2020-2021                  | Real Madrid                | PD                         | 33         | 3          | CR              | 1               | 0               |                    | -                  | -                  |             | -           | -           | 34     | 3      |
| 2021-2022                  | Real Madrid                | PD                         | 24         | 0          | CR              | 4               | 0               | WCL                | 8                  | 0                  |             | -           | -           | 36     | 0      |
| 2022-2023                  | Real Madrid                | PD                         | 23         | 5          | CR              | 4               | 0               | WCL                | 8                  | 2                  | SS          | 1           | 0           | 36     | 7      |
| 2023-2024                  | Real Madrid                | PD                         | 27         | 1          | CR              | 1               | 0               | WCL                | 7                  | 0                  | SS          | 0           | 0           | 35     | 1      |
| 2024-2025                  | Real Madrid                | PD                         | 19         | 1          | CR              | 2               | 1               | WCL                | 6                  | 0                  | SS          | 2           | 0           | 29     | 2      |
| Totale Real Madrid         | Totale Real Madrid         | Totale Real Madrid         | 126        | 10         |                 | 12              | 1               |                    | 29                 | 2                  |             | 3           | 0           | 170    | 13     |
| Totale carriera            | Totale carriera            | Totale carriera            | 198+       | 44+        |                 | 21+             | 3+              |                    | 29                 | 2                  |             | 3           | 0           | 251+   | 48+    |

## Palmarès

### Club
- Campionato spagnolo di seconda divisione: 1

Deportivo La Coruña: 2018-2019

### Nazionale
- UEFA Women's Nations League: 1

2023-2024
- Campionato mondiale: 1

2023
- Campionato d'Europa under 19: 1

2018

## Nella cultura di massa
Il 1º novembre 2024 esce in esclusiva Netflix il documentario Se acabó: Diario de las campeonas, a cui Abelleira prende parte insieme ad altre sette sue compagne della nazionale spagnola campionessa del mondo 2023, oltre a due calciatrici che avevano rifiutato la convocazione al Mondiale, con l'intenzione di denunciare il sistema di maltrattamenti e molestie all'interno della selezione femminile. Ad alzare pubblicamente il polverone, nel 2023, fu il bacio non consensuale dato dall'ex presidente della Federazione calcistica della Spagna Luis Rubiales alla calciatrice Jennifer Hermoso, durante i festeggiamenti del 20 agosto immediatamente successivi alla vittoria del titolo contro l'Inghilterra, oltre a una lettera firmata nei giorni precedenti al ritiro da diverse calciatrici spagnole e finalizzata all'esonero di Jorge Vilda, commissario tecnico ritenuto gravemente incapace.

## Filmografia

### Televisione
- Se acabó: Diario de las campeonas - docufilm (2024)